# 그랜드 L. 부시
그랜드 L. 부시(Grand L. Bush, 1955년 12월 24일 ~ )는 미국의 배우이다.

## 출연 작품
- 샤크 헌터 (2001년) - 롭 해링턴 역
- 인터셉터 포스 2 (2001년)
- 데블 스네이크 (2001년)
- 터뷸런스 (1997년) - 미국 연방보안관 앨 아켓 역
- 체이서 (1994년)
- 스트리트 파이터 (1994년)
- 코델 3 (1993년)
- 데몰리션 맨 (1993년) - 젊은 재커리 램 역
- 프리잭 (1992년) - 분 역
- 개 목걸이 (1991년)
- 작은 승리 (1990년)
- 비밀 첩보원 제로 (1990년)
- 검은 복수 (1990년)
- 뱃 인플루언스 (1990년)
- 엑소시스트 3 (1990년) - 앳킨스 병장 역
- 뒤로 가는 남과 여 (1989년)
- 리썰 웨폰 2 (1989년) - 제리 콜린스 역
- 007 살인면허 (1989년) - 호킨스 역
- 범죄와의 전쟁 (1988년)
- 다이 하드 (1988년)
- 백만장자 브루스터 (1985년)
- 스트리트 오브 파이어 (1984년)
- 바이스 스퀘드 (1982년)
- 뉴욕의 사랑 (1982년)

### 텔레비전
- 총알탄 사나이 - TV 시리즈 (1982)
- 레니게이드 (1992-93)
- 비지터 - TV 시리즈 (1997-98, The Visitor)
- 시티 레인져 (1998-99)